# Aleksandar Vulin
Aleksandar Vulin (en Александар Вулин, né le 2 octobre 1972 à Novi Sad) est un journaliste et un homme politique serbe, membre du Mouvement des socialistes (PS) dont il est le président de 2008 à 2022.
En 2012, il est élu député à l'Assemblée nationale de la république de Serbie et abandonne son mandat pour devenir directeur de l'Office du Kosovo et Métochie. Du 2 septembre 2013 au 27 avril 2014, il est ministre sans portefeuille chargé du Kosovo et de la Métochie dans le second gouvernement d'Ivica Dačić. 
De 2017 à 2020, il est ministre de la Défense puis, de 2020 à 2022, ministre de l'Intérieur.

## Origine et études
La famille Vulin est originaire de Bosnie-Herzégovine. Aleksandar Vulin termine ses études élémentaires à Novi Sad, dans la province de Voïvodine, puis fréquente le lycée de Sremski Karlovci. Il est diplômé de la Faculté de droit de l'université de Novi Sad,.

## Parcours politique

### Années 1990 et 2000
Sur le plan politique, Aleksandar Vulin commence sa carrière à la Ligue des communistes-Mouvement pour la Yougoslavie (SK-PJ), dont il devient secrétaire général. Il participe à la création la Gauche yougoslave (JUL), dont il est le porte-parole et le vice-président. Il est également président de la Jeunesse révolutionnaire yougoslave. En 1998, il démissionne de toutes ses fonctions à la suite de la formation d'un gouvernement comprenant le Parti socialiste de Serbie (SPS), le Parti radical serbe (SRS) et la JUL. Deux ans plus tard, il fonde le Parti de la gauche démocratique, qui, en juin 2002, avec le Parti socialiste démocratique de Milorad Vučelić, se fond dans le SPS. En tant qu'éditorialiste, il collabore aux journaux Svet, Nacional et Centar et, en tant que chroniqueur politique, il travaille pour la radio Indeks.
En 2008, à la suite d'un désaccord avec la politique du SPS qui conclut une alliance gouvernementale avec le Parti démocratique du président Boris Tadić, il quitte le parti et participe à la fondation du Mouvement des socialistes (PS), dont il devient le président.

### Années 2010
En 2010, le PS entre dans une coalition avec le Parti progressiste serbe (SNS), Nouvelle Serbie (NS) et le Mouvement Force de la Serbie (PSS) dans le but de former une liste électorale commune pour les élections législatives serbes de 2012. Ainsi, Aleksandar Vulin figure en 10e position sur la liste « Donnons de l'élan à la Serbie », emmenée par Tomislav Nikolić, qui était alors président du SNS. L'alliance obtient 24,04 % des suffrages et envoie 73 députés à l'Assemblée nationale de la république de Serbie. Vulin obtient un mandat parlementaire auquel il renonce le 3 août 2012 en étant élu directeur de l'Office du Kosovo et de la Métochie dans le premier gouvernement d'Ivica Dačić soutenu par Nikolić, le nouveau président de la République.
À la fin du printemps et au cours de l'été 2013, une crise politique provoque des tensions au sein de la coalition gouvernementale issue des élections législatives serbes de 2012. Ivica Dačić exclut le parti Régions unies de Serbie (URS) de son gouvernement et, notamment, son représentant le plus éminent, président de ce parti et ministre des Finances et de l'Économie, Mlađan Dinkić. Le gouvernement Dačić est remanié et, le 2 septembre 2013, Aleksandar Vulin est officiellement élu ministre sans portefeuille, chargé du Kosovo et de la Métochie,.
Malgré ce remaniement, le 29 janvier 2014, le président Nikolić, à l'instigation d'Aleksandar Vučić, premier vice-président du gouvernement Dačić et président du Parti progressiste serbe, dissout l'Assemblée et convoque des élections législatives anticipées pour le 16 mars,. Aleksandar Vulin figure en 8e place sur la liste menée par Vučić, nommée « Un avenir dans lequel nous croyons » (en serbe : Budućnost u koju verujemo), qui, outre le SNS et le PS, rassemble aussi le Parti social-démocrate de Serbie, Nouvelle Serbie et le Mouvement serbe du renouveau ; la liste remporte à elle seule 48,34 % des suffrages, obtenant ainsi 158 députés sur 250 à l'Assemblée nationale. Le 27 avril 2014, Vučić est élu par l'Assemblée président du gouvernement de la Serbie et Aleksandar Vulin est élu ministre du Travail, de l'Emploi, des Anciens combattants et de la Politique sociale,.

## Vie privée
Aleksandar Vulin est marié et père d'un enfant.